# Dietlibc
dietlibc é uma biblioteca padrão C lançada sob a Licença Pública Geral GNU Versão 2. Licenças proprietárias também estão disponíveis. Ela foi desenvolvido com a ajuda de cerca de 100 voluntários por Felix von Leitner com o objetivo de compilar e vincular programas no menor tamanho possível.  dietlibc foi desenvolvido do zero e, portanto, implementa apenas as funções mais importantes e comumente usadas. É usado principalmente em dispositivos embarcados.

## Links externos
- Sítio oficial
- Comparison of C/POSIX standard library implementations for Linux